# Konya (provincie)
Konya je turecká provincie v centrální části Malé Asie. Jejím hlavním městem je Konya, v antice známé jako Ikónion nebo Iconium. V roce 2000 měla 2 192 166 obyvatel.

## Administrativní členění a geografie
Konyanská provincie se dělí na 32 distriktů:
- Ahırlı
- Akören
- Akşehir
- Altınekin
- Beyşehir
- Bozkır
- Çeltik
- Cihanbeyli
- Çumra
- Derbent
- Derebucak
- Doğanhisar
- Emirgazi
- Ereğli
- Güneysınır
- Hadim
- Halkapınar
- Hüyük
- Ilgın
- Kadınhanı
- Karapınar
- Karatay
- Kulu
- Meram
- Sarayönü
- Selçuklu
- Seydişehir
- Taşkent
- Tuzlukçu
- Yeniceoba
- Yalıhüyük
- Yunak

Rozlohou jde o největší z tureckých provincií, sousedí s provinciemi Ankara na severu, Nigde a Aksaray na východě, na jihu Mersin, Karaman, Antalya, na západě pak Isparta, Afyonkarahisar und Eskişehir.
Leží ve Střední Anatolii v průměrné výšce přes 1000 m n. m., přičemž nejvyšší vrcholy při jižní hranici provincie přesahují 3000 m, a má suché vnitrozemské klima.